# Distretto di Curibaya
Il distretto di Curibaya è un distretto del Perù, facente parte della provincia di Candarave, nella regione di Tacna.